# Paul Davis (Segler)
Paul Martin Davis (* 10. Februar 1958 in Toronto) ist ein kanadisch-norwegischer Segler.

## Erfolge
Paul Davis nahm an zwei Olympischen Spielen für Norwegen in der Bootsklasse Soling teil. Unter Skipper Herman Horn Johannessen war er 1996 in Atlanta neben Espen Stokkeland Crewmitglied des norwegischen Bootes, das die Regatta auf dem neunten Platz beendete. Auch bei den Olympischen Spielen 2000 in Sydney bildeten Davis, Stokkeland und Johannessen die Besatzung des norwegischen Teilnehmerbootes. Die im Fleet Race ausgetragene Vorrunde schlossen sie auf dem ersten Platz ab, sodass sie direkt für das Viertelfinale qualifiziert waren, das im Match Race ausgetragen wurde. Als Vierte erreichten sie knapp das Halbfinale, in dem sie dem von Jesper Bank geführten dänischen Boot mit 1:3 unterlagen. Im Duell um die Bronzemedaille setzten sie sich schließlich mit 3:1 gegen die Niederlande durch.
Viermal wurde Davis im Soling Weltmeister. Mittlerweile unter kanadischer Flagge startend sicherte er sich 2002 in Marblehead, 2009 in Toronto, 2011 am Chiemsee und 2012 in Milwaukee den Titelgewinn. 2013 folgte am Balaton der Gewinn der Silbermedaille.